# (267) Tirza
(267) Tirza ist ein Asteroid des mittleren Hauptgürtels, der am 27. Mai 1887 vom französischen Astronomen Auguste Charlois am Observatoire de Nice entdeckt wurde. Es war seine erste von insgesamt 99 Asteroidenentdeckungen.
Der Asteroid wurde benannt nach der biblischen Gestalt Tirza aus dem Hohelied Salomos 6, 4.

## Wissenschaftliche Auswertung
Aus Ergebnissen der IRAS Minor Planet Survey (IMPS) wurden 1992 Angaben zu Durchmesser und Albedo für zahlreiche Asteroiden abgeleitet, darunter auch (267) Tirza, für die damals Werte von 52,7 km bzw. 0,04 erhalten wurden. Mit dem Satelliten Midcourse Space Experiment (MSX) wurden 1996 bis 1997 im Rahmen der Infrared Minor Planet Survey (MIMPS) Daten gewonnen, aus denen für den Asteroiden Werte für den mittleren Durchmesser und die Albedo von 48,7 km bzw. 0,05 bestimmt wurden. Eine Auswertung von Beobachtungen durch das Projekt NEOWISE im nahen Infrarot führte 2011 zu vorläufigen Werten für den Durchmesser und die Albedo im sichtbaren Bereich von 55,8 km bzw. 0,04. Nachdem die Werte nach neuen Messungen mit NEOWISE 2012 auf 56,0 km bzw. 0,05 geändert worden waren, wurden sie 2014 auf 56,4 km bzw. 0,04 korrigiert. Nach der Reaktivierung von NEOWISE im Jahr 2013 und Registrierung neuer Daten wurden die Werte 2015 zunächst mit 52,3 oder 55,6 km bzw. 0,07 oder 0,06 angegeben und dann 2016 korrigiert zu 59,4 km bzw. 0,05, diese Angaben beinhalten aber alle hohe Unsicherheiten.
Mit dem Spitzer-Weltraumteleskop konnte der Asteroid am 17. November 2005 spektroskopisch im Infraroten beobachtet werden. Das Reflexionspektrum wies auf eine Mischung von Olivin und Pyroxen auf der Oberfläche hin. Thermische Modellierungen führten zu einem abgeleiteten Durchmesser von 55,1 ± 2,7 km.
Photometrische Messungen des Asteroiden fanden erstmals statt am 16. und 23. März 1974 am Observatorium Kvistaberg in Schweden. Aus der aufgezeichneten Lichtkurve wurde eine Rotationsperiode von etwa 6 h abgeleitet. Weitere Messungen vom 28. Januar bis 5. Februar 2015 an mehreren Observatorien der Asociación Valenciana de Astronomía (AVA) in Spanien führten in der Auswertung zu einer Rotationsperiode von 7,662 h.
Aus archivierten Daten des Asteroid Terrestrial-impact Last Alert System (ATLAS) aus dem Zeitraum 2015 bis 2018 wurden in einer Untersuchung von 2020 mit der Methode der konvexen Inversion für ein dreidimensionales Gestaltmodell des Asteroiden zwei alternative Positionen für die Rotationsachse mit einer retrograden Rotation sowie eine Periode von 7,65290 h bestimmt.
Zwischen 2012 und 2018 wurden mit der All-Sky Automated Survey for Supernovae (ASAS-SN) auch photometrische Daten von 20.000 Asteroiden aufgezeichnet. Auf mehr als 5000 davon konnte erfolgreich die Methode der konvexen Inversion angewendet werden, darunter auch (267) Tirza, für die in einer Untersuchung von 2021 ein verbessertes dreidimensionales Gestaltmodell für zwei alternative Rotationsachsen mit retrograder Rotation und einer Periode von 7,6528 h berechnet wurde.
Aus den Daten von ATLAS konnte in einer Untersuchung von 2022 mit der Methode der konvexen Inversion noch einmal eine Rotationsperiode von 7,65286 h bestimmt werden. Im Jahr 2023 wurde aus photometrischen Messungen von Gaia DR3 erneut ein dreidimensionales Gestaltmodell des Asteroiden für zwei alternative Rotationsachsen mit retrograder Rotation und einer Periode von 7,6529 h berechnet.